# Association des développeurs et utilisateurs de logiciels libres pour les administrations et les collectivités territoriales
 (décembre 2016).
L’Association des développeurs et utilisateurs de logiciels libres pour les administrations et les collectivités territoriales (ADULLACT) est une association régie par la loi de 1901, fondée en 2002 en France à l'initiative d'élus, de directeurs informatiques et de membres de la société civile pour le service public,,
Elle a pour vocation d’accompagner les collectivités territoriales dans la co-construction de logiciels libres répondant à leurs besoins métiers,,

## Contexte de Création
Créée dans un contexte où la mutualisation des moyens informatiques s’imposait comme une réponse aux contraintes budgétaires et organisationnelles du secteur public, elle a notamment été citée dans la circulaire du Premier ministre Jean-Marc Ayrault (du 19 septembre 2012)pour l’usage des logiciels libres dans l’administration.
« L’argent public ne doit payer qu’une fois» est dès lors devenu un principe guidant l’ensemble des actions de l’association . Ce principe symbolise ainsi l’engagement de l’ADULLACT dans une logique de rationalisation des dépenses informatiques publiques, en misant sur la mutualisation des ressources et la collaboration inter-collectivités.

## Membres
L'ADULLACT regroupe principalement des collectivités territoriales : des départements, régions, communautés urbaines, communautés d'agglomération, communautés de communes, et des villes. Elle comprend aussi des individus, des associations, des établissements scolaires, des entreprises, des administrations centrales, des centres hospitaliers.
Ses membres d'honneur sont :
- Richard Stallman initiateur du mouvement du logiciel libre ;
- Bernard Lang, cofondateur de l'AFUL ;
- Pierre Laffitte et René Trégouët, pour leur initiative parlementaire[11] ;
- Thierry Carcenac, pour son rapport Pour une administration électronique citoyenne[12] ;
- Michel Rocard, pour son action décisive pour éviter les brevets logiciels à l'Europe.

## L’Écosystème Associatif
Dans le paysage des associations œuvrant pour le développement et la promotion du logiciel libre, l’ADULLACT occupe une position spécifique en s’adressant particulièrement aux collectivités territoriales. Elle travaille en synergie avec plusieurs acteurs qui interviennent auprès d’autres publics :
- APRIL (Association pour la Promotion et la Recherche en Informatique Libre) : Cette association s’adresse principalement aux individus et aux communautés de développeurs en promouvant le logiciel libre dans un cadre plus général. L’APRIL est membre du Comité d'Orientation du label « Territoire Numérique Libre »[14].
- Framasoft : Orientée vers l’éducation et la sensibilisation, Framasoft encourage l’usage et la diffusion des logiciels libres auprès du grand public.
- CNLL (Centre National du Logiciel Libre) : Se concentrant sur les enjeux des entreprises, le CNLL intervient dans l’accompagnement des organisations privées dans leur transition vers des solutions Open Source. De plus, le CNLL participe activement au Comité d'Orientation du label « Territoire Numérique Libre ».
- DINUM (Direction interministérielle du Numérique) : L'ADULLACT et la DINUM sont liées par une convention de partenariat[15]. De plus, la DINUM participe activement au Comité d'Orientation du label « Territoire Numérique Libre », contribuant ainsi à la promotion des logiciels libres au sein des administrations publiques.
- AFUL (Association Francophone des Utilisateurs de Logiciels Libres) : L'AFUL est membre du Comité d'Orientation du label « Territoire Numérique Libre », collaborant avec l'ADULLACT pour encourager l'adoption des logiciels libres.
- Software Heritage : Initiative lancée par l'INRIA, Software Heritage vise à collecter, préserver et rendre accessible le code source de tous les logiciels. L'ADULLACT apporte une contribution technique à ce projet, soulignant l'importance de la préservation du patrimoine logiciel pour les générations futures[16].

## Initiatives

### Forge ADULLACT
En 2003, l'ADULLACT créé une forge coopérative. et offre ainsi aux collectivités, entreprises et individus une plate-forme de dépôt de projets libres. Cet outil vient répondre à un objectif fixé dès la création de l'association : soutenir, développer et maintenir un patrimoine de logiciels libres métiers destinés au service public. Elle centralise les projets portés par l’association et ses adhérents sur un même site. Toute personne physique, collectivité, administration peut apporter sa contribution à un projet, sous diverses formes : en produisant du code source, en améliorant le code existant ou en corrigeant des anomalies. Cette forge est actuellement hébergée sur les plates-formes PILA d'Aquinetic
En février 2008, une fusion est organisée entre la forge AdmiSource de l'État (ADAE puis DGME) et la forge adullact.net.
Fin 2016, afin de moderniser ses outils, l'association décide d'associer à sa forge historique une instance GitLab. Cette nouveauté permet aux contributeurs d'utiliser la plateforme de leur choix, avec un identifiant unique, mais surtout de bénéficier de toutes les fonctionnalités avancées proposées par GitLab. Cette solution permet une gestion fine des groupes et utilisateurs, un suivi d'activité pour vos projets, et dispose d'une importante communauté.

### Le Comptoir du Libre
Le Comptoir du Libre est une initiative lancée par l’ADULLACT à la fin de 2016, destinée à centraliser et promouvoir les logiciels libres pour les administrations et collectivités territoriales. La plateforme centralise les logiciels libres utiles aux missions de service public, et offre un espace de « rencontre » entre les collectivités utilisatrices et les différents prestataires,.
Côtés acteurs publics, ce référentiel en ligne offre un espace structuré où chaque logiciel libre est présenté sous forme de fiche descriptive (avec informations sur sa fiabilité, les prestataires associés et les alternatives existantes), permettant aux acteurs publics d’identifier et d’évaluer des solutions adaptées à leurs besoins métiers.
Cotés techniciens, prestataires, elle offre un référentiel structuré pour la découverte et l’évaluation des logiciels libres, encourageant ainsi la co-construction et fait également office de vitrine pour ces publics-ci.
Elle fonctionne sur le mode collaboratif ; chacun peut apporter sa contribution en ajoutant ou notant un logiciel, en déclarant un prestataire, etc. Ainsi, en constituant un catalogue actualisé de solutions libres, la plateforme vise à faciliter la mutualisation des ressources informatiques publiques, dans l’optique que « l’argent public ne doit payer qu’une fois ».
Le Comptoir du Libre est également au cœur d’une collaboration avec le Socle interministériel de logiciels libres (SILL), qui représente le catalogue de référence des logiciels libres recommandés par l’État pour l’ensemble de l’administration centrale. Un échange automatique de données par API a été mis en place entre ces deux plateformes, renforçant ainsi l’interconnexion et l’accessibilité des ressources pour les acteurs publics.

### Label Territoire Numérique Libre
Le label Territoire Numérique Libre, créé en 2016 par l’ADULLACT, récompense les collectivités françaises engagées dans l’usage des logiciels libres et des données ouvertes. Il s’adresse à toutes les collectivités (villes, intercommunalités, départements, régions) et vise à encourager et récompenser les collectivités territoriales investies dans les logiciels libres.
Le label est piloté par un Comité d’Orientation composé d’acteurs du libre(April, Aful, Déclic, Naos, Saint-Martin-d’Uriage, CNLL). Ce comité veille à la neutralité et à l'indépendance du label, en validant notamment le règlement, le formulaire de candidature et en définissant les grandes orientations.
Les collectivités candidates remplissent un formulaire d’évaluation de leurs usages du numérique libre. Un jury attribue un niveau de 1 à 5 Copyleft, le plus haut distinguant les collectivités les plus avancées.
La remise des labels se fait dans le cadre d’une ceremonie lors d’un évènement en lien avec le monde libre. En 2024 notamment, la remise s’était déroulée le 4 décembre 2024 lors de l’Open Source Experience où 24 collectivités avaient été récompensées.

### L’Observatoire de l’accessibilité
Annoncé officiellement en 2021 lors du salon Open Source Experience, l'Observatoire de l'accessibilité est une initiative lancée par l'ADULLACT. L'objectif de ce logiciel libre est de construire une base de données ouverte du niveau d'accessibilité des sites web de plus de 40 000 services publics selon le Référentiel Général d'Amélioration de l'Accessibilité (RGAA).

## Historique
- En 2002, Adullact voit le jour et Pascal Feydel est nommé directeur général[34].
- En 2003 la FusionForge adullact.net est créée.
- 2005 est l’année de lancement d’une plate-forme de marchés publics ainsi que la libération de Lutèce et son dépôt sur la Forge.
- L’homologation officielle de S²LOW / ACTES voit le jour en 2006[35].
- En 2008, la Forge fusionne avec Admisource, la forge des Ministères.
- En 2016 a lieu le lancement du label "Territoire numérique libre"[36] et de la plateforme "Comptoir du Libre[37]"[38]. Pascal Kuczynski est également nommé délégué général de l’Adullact[39].
- Le lancement du Gitlab a lieu en 2017.
- En 2018 S2LOWest le 1er logiciel en France en nombre de collectivités raccordées.
- En 2019, a lieu le lancement de l'application DirectMairie.
- 2021 est l’année de lancement de Démarches Simplifiées[40].
- En 2022, L'Adullact fête ses 20 ans[41].
- En 2023 a lieu la mise en ligne de l'Observatoire de l'accessibilité.
- 2024 est l’année où le lancement de PubliS2low et la 6ème homologation de la plateforme S2LOW/ACTES ont lieu.
- En 2025, Matthieu Faure succède à Pascal Kuczynski comme Directeur Général de l’ADULLACT.